# Binjamin Avni'el
Binjamin Avni'el (hebrejsky: בנימין אבניאל, rodným jménem, Binjamin Gatstein, בנימין גטשטיין, žil 1. listopadu 1906 – 18. června 1993) byl izraelský politik a poslanec Knesetu za strany Cherut a Gachal.

## Biografie
Narodil se v Jeruzalému, kde vystudoval židovskou základní školu a učitelský seminář. Absolvoval studium společenských věd na Université Libre de Bruxelles. Získal doktorát ze společenských věd a ekonomie. Ve 30. letech 20. století vydal několik politologických studií.

## Politická dráha
V izraelském parlamentu zasedl poprvé po volbách v roce 1951, do nichž šel za Cherut. Byl předsedou výboru pro veřejné služby a členem výboru práce, výboru pro ekonomické záležitosti a výboru pro ústavu, právo a spravedlnost. Mandát za Cherut získal i po volbách v roce 1955. Byl předsedou výboru pro ekonomické záležitosti. Za Cherut uspěl i ve volbách v roce 1959. Opět se stal předsedou výboru pro ekonomické záležitosti. Předsedal rovněž podvýboru pro přeplnění veřejných autobusů. Znovu se v Knesetu objevil po volbách v roce 1961, kdy kandidoval opět za Cherut. V průběhu volebního období ale přešel do nové pravicové formace Gachal. Stal se zase předsedou výboru pro ekonomické záležitosti. Dále byl předsedou podvýboru pro trh s hroznovým vínem. Opětovně byl na kandidátce Gachal zvolen ve volbách v roce 1965. Byl stále předsedou výboru pro ekonomické záležitosti. Předsedal navíc společnému výboru pro dopravní nehodovost a podvýboru pro boj s dopravní nehodovostí. Ve volbách v roce 1969 poslanecký mandát neobhájil.